# Liste der Naturdenkmale in Neustadt (Hessen)
Die Liste der Naturdenkmale in Neustadt (Hessen) nennt die im Gebiet der Stadt Neustadt im Landkreis Marburg-Biedenkopf in Hessen gelegenen Naturdenkmale.
| Bild | Bezeichnung              | Ortsteil, Lage                         | Beschreibung | Art        | Nr.     |
| ---- | ------------------------ | -------------------------------------- | --- | ---------- | ------- |
| BW   | Rosskastanie             | Momberg 50° 52′ 19,8″ N, 9° 6′ 43,3″ O | Etwa 180 Jahre alter, 20 m hoher Einzelbaum auf der linken Seite an der von Neustadt kommenden Straße.                          | Einzelbaum | 297     |
| BW   | Linde                    | Momberg 50° 52′ 48,7″ N, 9° 6′ 32,7″ O | Ortsbildprägende, etwa 400 Jahre alte, 14 m hohe Linde mit 6,16 m Umfang am Lindenweg auf dem Rasen in der Nähe des Dorfteichs. | Einzelbaum | 298     |
| BW   | Linde                    | Mengsberg 50° 54′ 8,3″ N, 9° 6′ 38″ O  | Ortsbildprägende, etwa 250 Jahre alte, 12 m hohe Linde mit 5,67 m Umfang am Räschen, auf der Hügelkuppe an der Straße.          | Einzelbaum | 299     |
| BW   | Stiel-Eiche am Schalkert | Neustadt 50° 51′ 28″ N, 9° 7′ 14,2″ O  | | Einzelbaum | 534.816 |

## Belege
1. ↑  
Naturdenkmale in Hessen. (pdf; 405 kB) Anlage zu Kleine Anfrage der Abg. Ursula Hammann (BÜNDNIS 90/DIE GRÜNEN) vom 15.04.2011 betreffend Biotopverbund Teil 2 und Antwort der Ministerin für Umwelt, Energie, Landwirtschaft und Verbraucherschutz. Hessischer Landtag, 22. Juni 2011, S. 90–102, abgerufen am 4. Februar 2016.
2. ↑  Verordnung über „16 Einzelbäume und Baumgruppen“ als Naturdenkmale vom 15.01.2023. Landkreis Marburg-Biedenkopf, 15. Januar 2023, abgerufen am 11. März 2023.

- Karte mit allen Koordinaten:
- OSM |
- WikiMap